# 布格施泰滕
布格施泰滕是德国巴登-符腾堡州的一个市镇。总面积10.29平方公里，总人口3436人，其中男性1706人，女性1730人（2011年12月31日），人口密度334人/平方公里。